# Ghoresza
Ghoresza – wieś w Gruzji, w regionie Imeretia, w gminie Charagauli. W 2014 roku liczyła 767 mieszkańców.